# 赤尾兜子
赤尾 兜子（あかお とうし、1925年（大正14年）2月28日 - 1981年（昭和56年）3月17日）は、日本の俳人。本名は赤尾俊郎。

## 経歴
兵庫県揖保郡網干町新在家（現：兵庫県姫路市網干区）で材木問屋を営む父・常治と母・とよの8人兄弟の二男として生まれた。網干尋常小学校、兵庫県立龍野中学校（現：兵庫県立龍野高等学校）を経て、1942年（昭和16年）旧制大阪外語専門学校中国語科へ入学する。この頃より俳誌『馬酔木』や『火星』に投句を始める。なお、同級生には蒙古語科の司馬遼太郎、一年上の印度語科に陳舜臣がいた。1944年（昭和19年）太平洋戦争激化のため、この年の9月に繰り上げ卒業し姫路に帰郷した。
1946年（昭和22年）京都大学文学部中国文学科入学、在学中の1948年（昭和23年）に水谷砕壺により俳誌『太陽系』の同人に推挙された。1949年（昭和24年）京都大学文学部中国文学科を卒業、兵庫県庁勤務を経て、1950年（昭和25年）毎日新聞編集局へ入社し神戸支局勤務となった。1955年（昭和30年）俳誌『坂』を創刊。高柳重信の俳誌『薔薇』に同人参加、1956年毎日新聞兵庫県版の俳句選者（永田耕衣と共選、1969年赤尾兜子単独選となる）、1958年（昭和33年）現代俳句協会会員となり、高柳重信らと『俳句評論』を創刊する。
1960年（昭和35年）『坂』と船川渉が主宰していた『山系』を統合して、俳誌『渦』を創刊し主宰となった。1961年（昭和36年）大阪本社学芸部へ転勤し、中原恵以（本名・治子）と結婚した。同年第9回現代俳句協会賞を受賞。1962年（昭和42年）大阪文学学校講師、1969年（昭和44年）大阪芸術大学文芸科講師、1978年（昭和53年）大阪外国語大（現・大阪大学）講師。同年、神戸市文化賞受賞。1980年（昭和55年）毎日新聞を定年退職。同年、兵庫県文化賞受賞。翌年の1981年（昭和56年）3月17日、神戸市東灘区の阪急電鉄御影駅近くの踏切で鉄道事故に遭い急逝した。享年56。兜子の死後、俳誌『渦』は兜子の妻で俳人の赤尾恵以が主宰を継承していたが、主宰の健康がすぐれず2017(平成29)年をもって解散した。
特定の俳人に師事をせず、俳風においては前衛俳句系俳人として活躍したが後に俳風が大きく変化した。代表句に「音楽漂う岸侵しゆく蛇の飢」「広場に裂けた木　塩のまわりに塩軋み」「鉄階にいる蜘蛛智慧をかがやかす」「ささくれだつ消しゴムの夜で死にゆく鳥」がある。門下に岸本尚毅、柿本多映、大井恒行、藤原月彦、桑原三郎、秦夕美など。

## 作品集
- 句集『蛇』 1959年（俳句研究社）
- 句集『虚像』 1965年（創元社）
- 『赤尾兜子句集』 1970年（海程戦後俳句の会）
- 句集『龍の裔』 1975年5月（湯川書房・限定18部）（同年11月限定100部）
- 句集『歳華集』 1975年（角川書店）
- 初期句集『稚年記』 1977年（湯川書房）
- 句集『玄玄』1982年（『歳華集』以降の未刊句集）
- 『赤尾兜子全句集』 1982年（立風書房）
- 句集『はやて（風偏に犬３つ）』 1983年（渦俳句会）

## 全集・他
- 『現代俳句全集・第一巻』（1977.9 立風書房）解説・陳舜臣
- 『増補現代俳句体系・第十四巻』（1981.1 角川書店）解説・三橋敏雄
- 『現代俳句集成・第十二巻』（1982.6 河出書房新社）解説・飯島晴子
- 『京阪神いい店うまい店』（1967.11 柴田書店）＝竹中郁ほか共著
- 『司馬遼太郎対談集』（1978.10 読売新聞社）
- 『赤尾兜子の百句』（2021.6.1 ふらんす堂）藤原龍一郎・著
- 『異才の俳人「渦」主宰　死の真相　赤尾兜子の三月十七日』（月刊「現代俳句」2023.2月号）